# یوسف حماده
یوسف حماده (عربی: يوسف حمادة؛ زادهٔ ۱۰ اوت ۱۹۹۴) بازیکن فوتبال اهل لبنان است.
وی همچنین در تیم‌های ملی فوتبال زیر ۲۳ سال لبنان و لبنان بازی کرده‌است.